# وحل جليدي

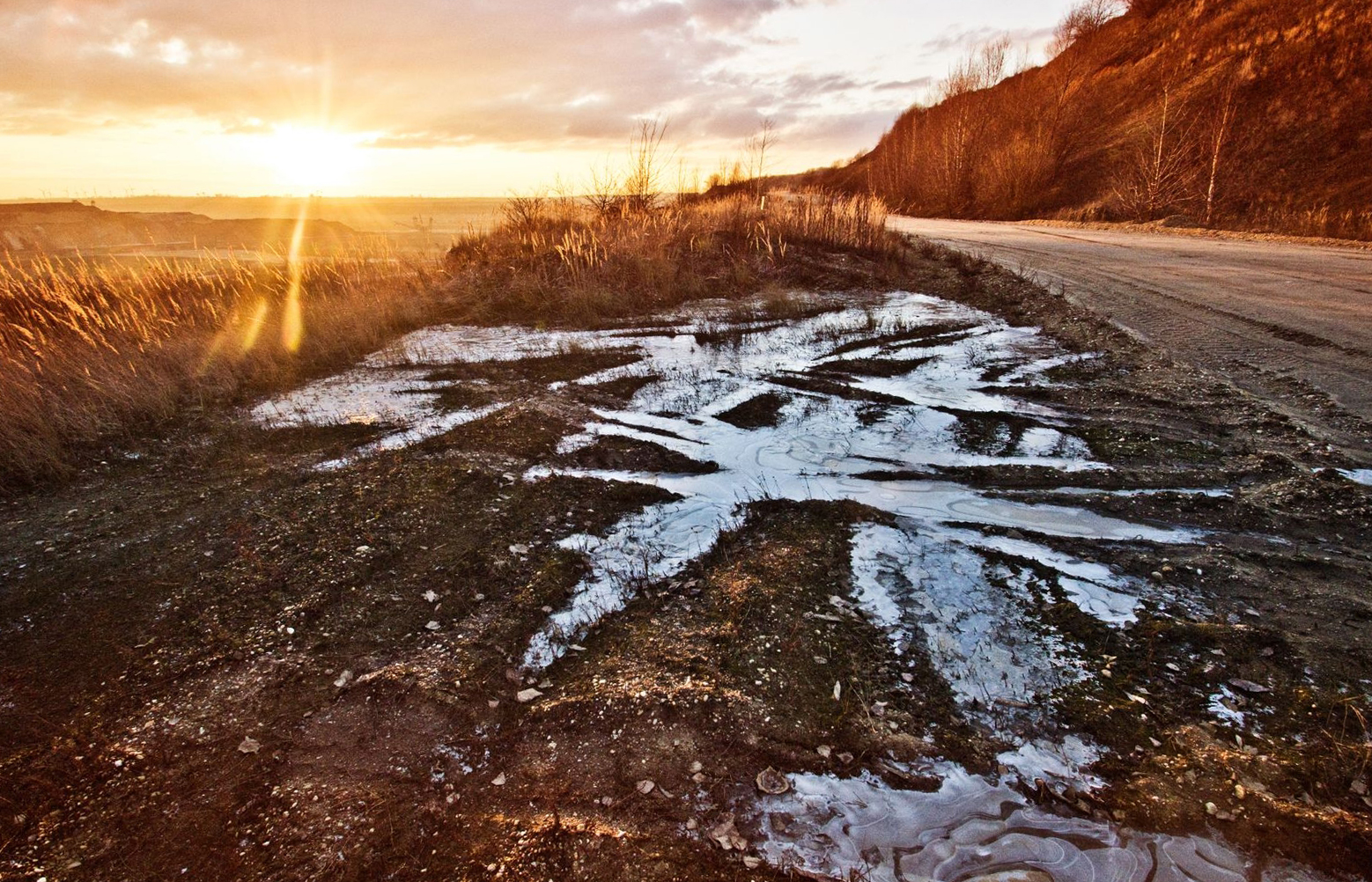
وحل جليدي.

الوحل الجليدي (بالإنجليزية: Slush)‏، هو خليط رخو من الوحل والماء وبلورات صغيرة من الثلج نشأت بفعل الحرارة أو بفعل المعالجة الكيميائية أو بكليهما. وفي الغالب يختلط هذا المزيج مع التراب والمواد الأخرى، ليتحول لون المزيج إلى البني أو الرمادي. الوحل الجليدي أحد أهم معوقات الطيران إذ تسبب عرقلة محاولات إقلاع أو هبوط الطائرات بسبب طبيعة تكوينها مما قد تُسبب بحوادث كارثية كما حدث في كارثة ميونخ الجوية.